# Bothrideres variabilis
Bothrideres variabilis is een keversoort uit de familie knotshoutkevers (Bothrideridae). De wetenschappelijke naam van de soort werd in 1888 gepubliceerd door Thomas Blackburn.